# Roberto Paúl Sánchez
Roberto Paúl Sánchez Rodríguez (n. Quito, Ecuador; 22 de noviembre de 1986) es un árbitro de fútbol ecuatoriano. Es árbitro internacional FIFA desde 2018.

## Trayectoria
Roberto Paúl Sánchez es un árbitro ecuatoriano que nació en la ciudad de Quito en 1986, debutó en el año 2016 y es internacional FIFA desde 2018, así ha dirigido varios partidos de Copa Libertadores Sub-20, de igual manera ha dirigido varios partidos en el Campeonato Ecuatoriano de Fútbol y Copa Ecuador.
Uno de los partidos más importantes que dirigió fue la final del Campeonato Ecuatoriano de Fútbol 2019 entre Liga y Delfín. También fue designado para impartir justicia en los play-offs de la LigaPro Serie B 2019.

## Internacional
En el plano internacional debutó como árbitro central en el año 2020 en la Copa Libertadores Sub-20 de 2020, como cuarto árbitro ha estado presente en varios partidos de Copa Conmebol Libertadores y Copa Conmebol Sudamericana. En 2022 no fue parte de la lista internacional FIFA, regresó en 2023 a integrar la misma. 

### Participaciones en Copa Libertadores Sub-20
| Copa Libertadores Sub-20 de 2020 – Paraguay | Copa Libertadores Sub-20 de 2020 – Paraguay | Copa Libertadores Sub-20 de 2020 – Paraguay | Copa Libertadores Sub-20 de 2020 – Paraguay | Copa Libertadores Sub-20 de 2020 – Paraguay | Copa Libertadores Sub-20 de 2020 – Paraguay | Copa Libertadores Sub-20 de 2020 – Paraguay | Copa Libertadores Sub-20 de 2020 – Paraguay |
| Fecha                                       | Partido                                     | Sede                                        | Fase                                        | Amonestado                                  | Otorgado · Otorgado otra vez · Expulsado    | Expulsado                                   | Anotado · Penal                             |
| ------------------------------------------- | ------------------------------------------- | ------------------------------------------- | ------------------------------------------- | ------------------------------------------- | ------------------------------------------- | ------------------------------------------- | ------------------------------------------- |
| 19 de febrero de 2020                       | River Plate 1 – 0 Cerro Porteño             | Asunción                                    | Fase de grupos                              | 10                                          | 0                                           | 0                                           | 0                                           |
| 21 de febrero de 2020                       | Flamengo 0 – 1 Academia Puerto Cabello      | Asunción                                    | Fase de grupos                              | 2                                           | 0                                           | 0                                           | 0                                           |

## Estadísticas
| Competición                                                                | Organizador | Años       | PD  | Amonestado | Prom. | Expulsado | Prom. |
| -------------------------------------------------------------------------- | ----------- | ---------- | --- | ---------- | ----- | --------- | ----- |
| Serie A de Ecuador                                                         | FEF–LigaPro | 2016–      | 107 | 587        | 5,48  | 48        | 0,45  |
| Serie B de Ecuador                                                         | FEF–LigaPro | 2019–      | 11  | 67         | 6,09  | 1         | 0,09  |
| Copa Ecuador                                                               | FEF         | 2019–      | 3   | 15         | 5     | 1         | 0,33  |
| Supercopa de Ecuador                                                       | FEF         | 2021, 2023 | 2   | 14         | 7     | 0         | 0     |
| Copa Conmebol Sudamericana                                                 | Conmebol    | 2023–      | 1   | 8          | 8     | 1         | 1     |
| Copa Libertadores Sub-20                                                   | Conmebol    | 2020       | 2   | 12         | 6     | 0         | 0     |
| Total                                                                      | Total       | 2016–      | 126 | 703        | 5,58  | 51        | 0,40  |
| Datos actualizados al último partido arbitrado el 31 de diciembre de 2023. |             |            |     |            |       |           |       |